# مسلمات بيانو

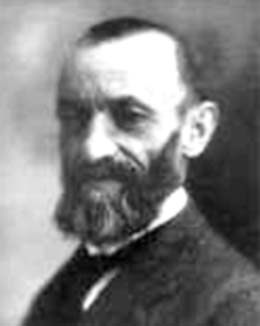
جيوسيبي بيانو.

تعرف بديهيات بيانو، المسماة أيضاً مسلمات بيانو، في علم المنطق الرياضي بأنها مجموعة من البديهيات المتعلقة بالأعداد الطبيعية. أوجدها في القرن التاسع عشر عالم الرياضيات الإيطالي جيوسيبي بيانو. استُخدمت هذه البديهيات كما هي وبدون تعديلات تذكر في عدد من الأبحاث الرياضية أهمها التحقق من اتساق وكمال نظرية الأعداد.
أثار هيرمان كراسمان عام 1860 الاهتمام حول الشكليات (بالإنجليزية: formalism)‏ الحسابية من خلال أبحاثه التي بين فيها إمكانية استقراء العديد من الحقائق الرياضية المعقدة بدءاً من حقائق قاعدية بسيطة توضح ماهية عملية التالي وطريقة القيام بالاستقراء. عام 1881 أوجد الرياضي تشارلز ساندرز بيرس تبديهاً (أي تبسيطاً للحقائق) (بالإنجليزية: Axiomatization)‏ لحساب الأعداد الطبيعية. وقد اقترح ريتشارد ديدكايند عام 1888 جملةً من البديهيات المتعلقة بالأعداد، ونشر بيانو عام 1889 ضمن كتابه «مبادئ الحساب موضحةً بطريقة جديدة» (باللاتينية: Arithmetices principia, nova methodo exposita) نسخةً أكثر دقة من هذه البديهيات.
تقع بديهيات بيانو ضمن ثلاث فئات: تحتوي الفئة الأولى على بديهية واحدة تجزم وجوب احتواء مجموعة الأعداد على عنصر واحد على الأقل. تتضمن الفئة الثانية أربع بديهيات تصف خصائص المساواة، أما الفئة الثالثة فهي تتضمن جملاً من الرتبة الأولى تتعلق بالأعداد الطبيعية وتعبر عن الصفات الرئيسية لعملية التالي، بالإضافة إلى جملة واحدة من الرتبة الثانية تُعتبر قاعدةَ الاستقراء الرياضي للأعداد الطبيعية. من الجدير بالذكر أنه يمكن الحصول على نظام من منطق الرتبة الأولى أضعف (أقل قدرة تعبيرية) من حساب بيانو من خلال إضافة رموز عمليات الجمع والضرب إلى جملة البديهيات واستبدال بديهية الاستقراء ذات الرتبة الثانية بمخطط بديهية من الرتبة الأولى.

## البديهيات
عندما قام بيانو بصياغة بديهياته كانت لغة المنطق الرياضي لا تزال حديثة العهد. ولم يلقَ نظام الترميز المنطقي الذي جاء به بيانو لتبيان البديهيات استحساناً وشيوعاً على الرغم من أن بعض الترميزات التي عرّفها لا تزال تستخدم حتى اليوم، فأصل رمز الانتماء إلى مجموعة ∈ المستخدم اليوم ليس إلا رمز بيانو ε، وكذلك رمز الاحتواء ⊃ هو في الأصل الحرف 'C' معكوساً الذي عرفه بيانو أيضاً.